# Toise
Toise (franskt uttal [toa:s], plural toises, symbol T, ordet härleds ur latinets tensa, utsträckta, nämligen armar) är ett äldre franskt längdmått, som motsvarar en famn, och motsvarande mått för area (en toise i kvadrat) och volym (kubik). Måttet användes i Frankrike, i de europeiska gradmätningar som utgick därifrån, i Schweiz och även i nya världens franska kolonier Louisiana och Haiti.
Definitionerna växlar något mellan 1,8 och 2,0 meter. Schweiz har använt 1 toise = 1,8 meter. I Frankrike var definitionen före franska revolutionen 1 toise = 6 franska fot = 1,949 meter. Efter revolutionen infördes metersystemet och som övergångsform även en toise usuelle = 2 meter.
Måttet har även använts under namnet toesa inom spanskt område. I Spanien motsvarade 1 toesa 2 varos vilket var 1,6718 meter. Måttet brukades även i Sydamerika med längder mellan 1,69 och 1,73 meter. I Brasilien och Portugal förekomm motett och motsvarade där 2 varos eller 2,192 meter.